# Provaglio d'Iseo
Provaglio d'Iseo là một đô thị thuộc tỉnh Brescia trong vùng Lombardia ở Ý. Đô thị này có diện tích 16 km², dân số 5855 người.
Đô thị này giáp với các đô thị sau: 	Corte Franca, Iseo (Italie), Monticelli Brusati, Passirano.